# Deborra-Lee Furness
Deborra-Lee Furness (Sydney, 08 de dezembro de 1955) é uma atriz, diretora e produtora australiana. Foi casada com o ator Hugh Jackman durante 27 anos. Casaram-se em 1996, e tiveram dois filhos. O casamento terminou em 2023.

## Biografia
Furness foi filha de uma mãe solteira, já que seu pai morreu em um acidente de carro, quando ela tinha apenas oito anos. Furness desenvolveu desde cedo um conceito de força da mulher feminina. "Acho que naquele tempo, na Austrália, havia uma certa dominação masculina, e aqui estava eu, filha de uma mãe solteira. Eu achava que as mulheres eram as verdadeiramente fortes, porque minha mãe era diretora, tinha uma funcionária mulher e eu via como ela deixava tudo do jeito que ela queria. Então, acho que foi aí que vi a força da mulher."
Furness estudou no Methodist Ladies' College, em Melbourne, onde se formou em 1973. Em 1981, ela se graduou na American Academy of Dramatic Arts, em Nova York.
Em 2005, foi co-fundadora da The Rafiki Society em Vancouver, que consiste em ajudar orfanatos na África. Ela é também a fundadora e Patrona da  National Adoption Awareness Week, na Austrália.
Furness é Patrona da Lighthouse Foundation para crianças deslocadas em Melbourne, Patrona do Bone Marrow Donor Institute para crianças com leucemia, e Patrona da International Adoption Families for Queensland. Ela também está trabalhando no Advisory Committee for Film Aid International, trabalhando com refugiados pelo mundo. Como embaixadora da World Vision, ela recentemente viajou ao Camboja e a Etiópia para ajudar na consciencialização e angariar fundos. Ela é também diretora executiva da Worldwide Orphans Foundation Australia e foi recentemente homenageada no Worldwide Orphans Gala em Nova York por todo seu trabalho em defesa das crianças vulneráveis.
A primeira aparição de Deborra foi como atriz, na série Prisioner em 1979, onde ela participou de três episódios. Alguns dos trabalhos mais importantes da atriz são os filmes Shame (1988), Correlli (1995) - em que interpretou Louisa Correlli, e onde conheceu seu futuro marido, Hugh Jackman -, Jindabyne (2006) e em A Lenda dos Guardiões (2010) - empregando sua voz a personagem Barran.
Furness também já trabalhou como produtora, nas séries An Aussie Goes Barmy (2006), An Aussie Goes Bolly (2008) e The Directors' Series (2007); como diretora e roteirista, em Standing Room Only (2004) e Stories of Lost Souls (2005); e como diretora.

## Vida pessoal
Furness casou-se com o também ator Hugh Jackman em 11 de abril de 1996. Eles se conheceram no set da série de televisão australiana Correlli. Após sofrer dois abortos espontâneos, ela e Jackman adotaram duas crianças: o filho Oscar Maximillian (15 de maio de 2000) e a filha Ava Eliot (1o de julho de 2005).
Em 2023 o casal anunciou o término do casamento.

## Indicações e prêmios
- 1988 - Vencedora do premio de Melhor Atriz no Seattle International Film Festival, por Shame
- 1988 - Vencedora do premio de Melhor Atriz no Film Critics Circle of Australia Awards, por Shame
- 1991 - Vencedora do premio de Melhor Atriz no San Sebastián International Film Festival, por Waiting
- 2000 - Indicada ao premio de Melhor Performance de Atriz Convidada em Série de Drama no Australian Film Institute, por SeaChange
- 2006 - Indicada ao premio de Melhor Atriz Coadjuvante  no Australian Film Institute, por Jindabyne
- 2006 - Vencedora do premio de Melhor Atriz Coadjuvante no Film Critics Circle of Australia Awards, por Jindabyne